# Kal klippa
Kal klippa är en ö i Finland. Den ligger i Skärgårdshavet och i kommunen Pargas i den ekonomiska regionen  Åboland i landskapet Egentliga Finland, i den sydvästra delen av landet. Ön ligger omkring 50 kilometer väster om Åbo och omkring 200 kilometer väster om Helsingfors.
Öns area är 0,6 hektar och dess största längd är 120 meter i sydöst-nordvästlig riktning.